# Team17

Ehemaliges Logo

Team17 Group PLC ist ein britischer Computerspiel-Entwickler mit Sitz im englischen Wakefield, der unter anderem für die Worms-Reihe bekannt ist. Weitere bekannte Spiele sind Hell Let Loose, Yooka-Laylee, Hammerting, Miami Chase, Kingpin: Arcade Sports Bowling, Project X, Superfrog und die Alien-Breed-Reihe.
Team17 wurde 1990 als Limited Company gegründet. Anfangs trug das Unternehmen kurzzeitig die Namen 17Bit Software und Team 7 International, kurz darauf wurde es in Team17 Software umbenannt und behielt diesen Namen bis zur Umfirmierung in Team17 Digital Limited im Jahr 2012. 2018 erfolgte die Änderung der Rechtsform in eine Public Limited Company und damit einhergehend die Umbenennung in Team17 Group. Das 1991 veröffentlichte erste Spiel von Team17 hieß Full Contact und war ein Prügelspiel. Das Spiel wurde von Seventeen Bit Software vertrieben. Es folgten Spiele wie Assassin (Action) und die Alien-Breed-Reihe (Action). Das erste Worms-Spiel erschien 1995 für den Commodore Amiga. Es folgten weitere Implementierungen zum Beispiel für MS-DOS, Windows, die Sony PlayStation und die Xbox von Microsoft. Des Weiteren sind Worms-Merchandiseartikel erhältlich.
Im August 2015 veröffentlichte Team17 das Adventurespiel Beyond Eyes, welches von einem zehnjährigen Mädchen handelt, das nach einem Unfall erblindet ist. Im Januar 2019 veröffentlichte die Firma das Open-World-Spiel My Time At Portia.
Am 2. August 2016 veröffentlichte Team17 das Spiel Overcooked! für Windows, PlayStation 4, Xbox One und am 27. Juli 2017 für die Nintendo Switch. Der Nachfolger Overcooked! 2 erschien am 7. August 2018 für Nintendo Switch, PlayStation 4, Windows, Mac, Linux und Xbox One.
Team17 hat 2016 die Mouldy Toof Studios übernommen. 2020 wurde Yippee Entertainment für £1.4 Millionen übernommen.
Im Januar 2022 übernahm Team17 den auf Simulationsspiele fokussierten deutschen Publisher Astragon Entertainment für 100 Millionen Euro.

## Veröffentlichte Spiele (Auswahl)
| Kürzel | System          | Kürzel | System            | Kürzel | System               |
| ------ | --------------- | ------ | ----------------- | ------ | -------------------- |
| AMI    | Commodore Amiga | AND    | Android           | CD32   | Commodore Amiga CD³² |
| DC     | Sega Dreamcast  | DOS    | MS-DOS            | IOS    | iOS                  |
| LIN    | Linux           | MAC    | MacOS             | PS1    | PlayStation          |
| PS2    | PlayStation 2   | PS4    | PlayStation 4     | PS5    | PlayStation 5        |
| SWI    | Nintendo Switch | WIN    | Microsoft Windows | XONE   | Xbox One             |
| XSER   | Xbox Series     |        |                   |        |                      |

| Jahr | Titel                                | Genre                         | Systeme                                 |
| ---- | ------------------------------------ | ----------------------------- | --------------------------------------- |
| 1991 | Alien Breed                          | Actionspiel                   | AMI, CD32                               |
| 1991 | Full Contact                         | Kampfspiel                    | AMI                                     |
| 1992 | Assassin                             | Shoot ’em up                  | AMI                                     |
| 1992 | Project-X                            | Shoot ’em up                  | AMI, CD32, DOS                          |
| 1993 | Body Blows                           | Kampfspiel                    | AMI, DOS                                |
| 1993 | Superfrog                            | Jump ’n’ Run                  | AMI, CD32, DOS                          |
| 1994 | Arcade Pool                          | Sportsimulation               | AMI, CD32, DOS                          |
| 1995 | Worms                                | Stragiespiel                  | AMI                                     |
| 1995 | Alien Breed 3D                       | Ego-Shooter                   | AMI, CD32                               |
| 1996 | World Rally Fever                    | Rennspiel                     | DOS, WIN                                |
| 1996 | X2                                   | Shoot ’em up                  | PS1                                     |
| 1998 | Addiction Pinball                    | Flippersimulation             | PS1, WIN                                |
| 2001 | Stunt GP                             | Rennspiel                     | DC, PS2, WIN                            |
| 2017 | Yooka-Laylee                         | Jump ’n’ Run                  | LIN, MAC, WIN, PS4, XONE, SWI           |
| 2017 | Aven Colony                          | Basenbausimulation            | PS4, WIN, XONE                          |
| 2017 | The Escapists 2                      | Strategiespiel                | AND, IOS, LIN, MAC, PS4, SWI, WIN, XONE |
| 2018 | Overcooked 2                         | Simulation                    | LIN, MAC, PS4, PS5, SWI, WIN, XONE      |
| 2019 | Yooka-Laylee and the Impossible Lair | Jump ’n’ Run                  | LIN, MAC, WIN, PS4, XONE, SWI           |
| 2019 | Blasphemous                          | Hack and Slay                 | LIN, MAC, PS4, PS5, SWI, WIN, XONE      |
| 2020 | The Survivalists                     | Survival-Spiel                | MAC, WIN, PS4, XONE, SWI                |
| 2021 | Hell Let Loose                       | Taktik-Shooter                | WIN                                     |
| 2021 | Age of Darkness: Final Stand         | Strategiespiel                | WIN                                     |
| 2021 | Hammerting                           | Basenbausimulation            | WIN                                     |
| 2023 | Dredge                               | Psycho-Horror                 | WIN, PS4, PS5, SWI, XONE, XSER          |
| 2025 | Nice Day for Fishing                 | Pixelgame Viva la Dirt League | WIN, SWI                                |